# Vườn quốc gia Three Islands
Vườn quốc gia Three Islands là một vườn quốc gia ở Queensland, Úc.